# NeXT Computer

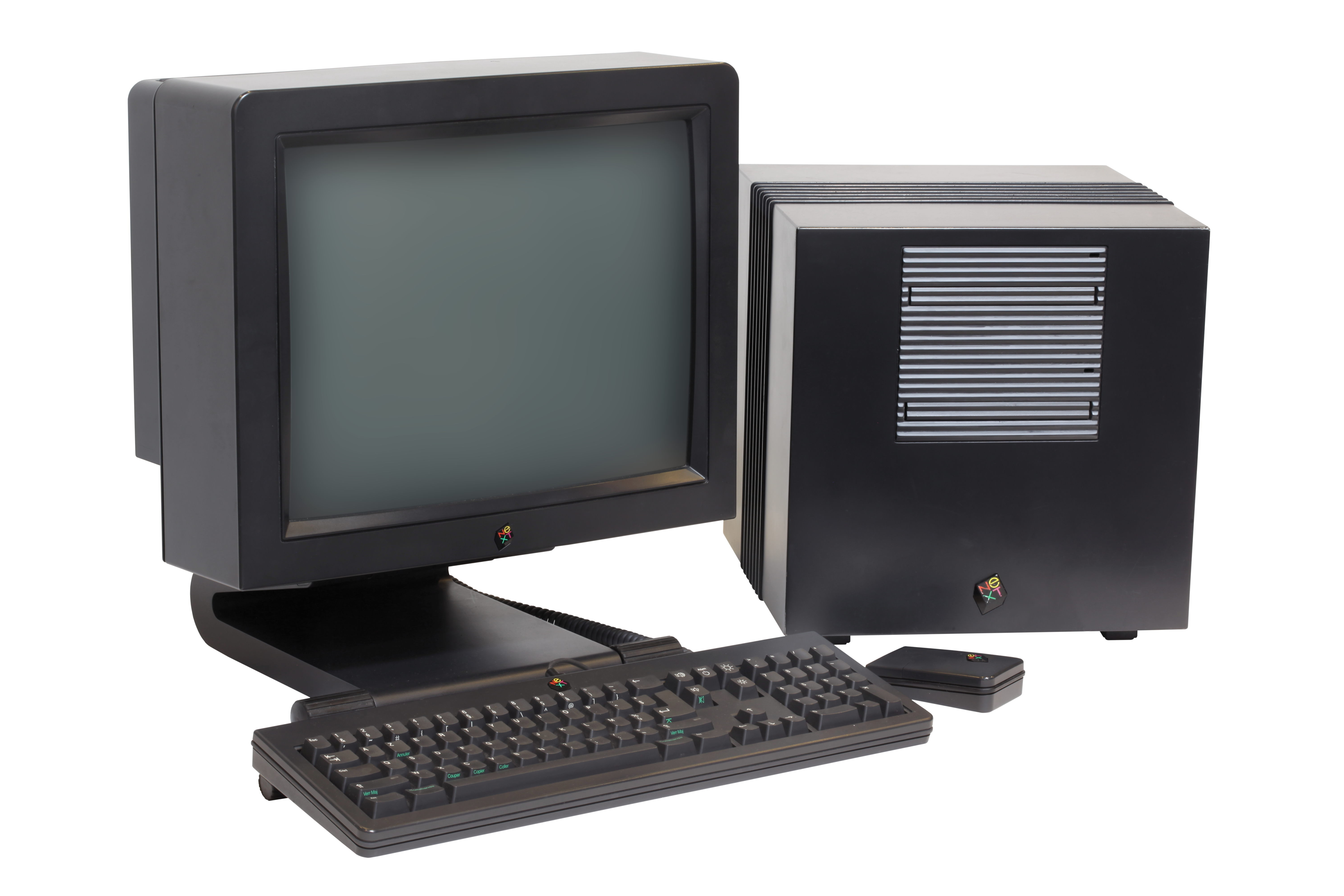
NeXT Computer

Der NeXT Computer (auch NeXT Computer System genannt) ist eine Computer-Workstation, die vom US-amerikanischen Hersteller NeXT Inc. entwickelt, vermarktet und verkauft wurde. Als Betriebssystem verwendet er das von Mach und BSD abgeleitete, Unix-basierte NeXTSTEP-Betriebssystem.
Das Motherboard ist quadratisch und passt in einen von vier identischen Steckplätzen im Gehäuse. Dieses besteht aus einer 305 mm großen, würfelförmigen, schwarzen Magnesium-Hülle, was dazu führte, dass der Rechner als „The Cube“ bezeichnet wurde. 1988 wurde der NeXT Computer zu einem Preis von 6 500 US-Dollar (entspricht 11 800 € im Jahr 2017) eingeführt.
Der NeXT Computer wurde 1990 durch den NeXTcube abgelöst.